# Marcel Tisserand
Marcel Jany Émile Tisserand (* 10. Januar 1993 in Meaux) ist ein französisch-kongolesischer Fußballspieler. Er ist vielfacher A-Nationalspieler der Demokratischen Republik Kongo.

## Karriere

### Vereine
Nachdem er mit 13 Jahren seinen Heimatort Meaux verlassen hatte, verbrachte Tisserand einige Jahre im Leistungszentrum Clairefontaine. 2009 ging er in die Jugendabteilung des AS Monaco, mit der er 2011 den A-Jugend-Pokal Coupe Gambardella gewann. Im Juni 2013 unterschrieb er seinen ersten Profivertrag bei den Monegassen. Seine ersten Spielminuten in der Ligue 1 bekam Tisserand wenige Wochen später am 10. August, als er beim 2:0-Auswärtssieg bei Girondins Bordeaux in der Nachspielzeit für Yannick Carrasco eingewechselt wurde. Bis zum Ende des Jahres folgten fünf weitere Einsätze als Außenverteidiger für das Profiteam.
Zu Beginn der Rückrunde wurde Tisserand für ein halbes Jahr zum damaligen Zweitligisten RC Lens ausgeliehen, der am Ende der Saison mit Hilfe von Tisserand den Aufstieg in die Ligue 1 erreichte. Unter Trainer Antoine Kombouaré schaffte er es auf 12 Startelfeinsätze, bei denen er erstmals auch als Innenverteidiger zum Einsatz kam. Am 8. März 2014 gelang Tisserand im Auswärtsspiel beim FC Metz in der 69. Minute sein erstes Tor im Profibereich, gleichbedeutend mit dem Siegtreffer zum 1:0. Wegen seiner überzeugenden Leistungen wollte man seine Leihe in Lens um ein Jahr verlängern, doch wegen finanzieller Schwierigkeiten kam der Transfer trotz vorheriger Absprache mit Trainer und Präsident nicht zustande.
Am 25. Juli 2014 wurde Tisserand für eine Saison zum Ligakonkurrenten FC Toulouse ausgeliehen, für den er 25 Spiele absolvierte. Auch in Toulouse war man zufrieden mit den Leistungen des 22-Jährigen, der auf beiden Außenbahnen in der Abwehr und im Mittelfeld zum Einsatz kam, und verlängerte die Leihe um ein weiteres Jahr bis Juni 2016. Zugleich unterschrieb Tisserand in Monaco einen neuen Vertrag bis 2019. Zur Saison 2016/17 kehrte Tisserand zunächst nach Monaco zurück, wechselte dann aber kurz vor Ende der Transferperiode zum FC Ingolstadt 04. Zur Saison 2017/18 wurde Tisserand vom VfL Wolfsburg ausgeliehen. Ende November 2017 wurde er fest verpflichtet und mit einem Vertrag bis zum 30. Juni 2022 ausgestattet. Für Wolfsburg erzielte er beim 2:0-Sieg gegen den 1. FC Nürnberg am 4. Mai 2019 seinen ersten Bundesligatreffer.
Nach Saisonbeginn 2020/21 wechselte Tisserand Mitte September 2020 in die Türkei zu Fenerbahçe Istanbul und unterschrieb dort einen Dreijahresvertrag mit einer Option auf ein weiteres Jahr. Anfänglich etablierte sich Tisserand als Stammspieler in der Startelf, bis er sich im Januar 2021 verletzte. Nach seiner Genesung kehrte er temporär als Startelf-Spieler zurück, bis er sich im September 2021 die nächste Verletzung zuzog. Nach der nächsten Genesung kehrte Tisserand teilweise als Startelf-Spieler zurück. Woraufhin er mit einer Gelb-Rot-Sperre und später mit einer Erkältung weitere Ausfallzeiten zu beklagen hatte, kam er sporadisch zu Einsätzen. Erst im Frühling 2022 wieder häufiger zum Einsatz, nachdem sich mehrere Abwehrspielerkollegen verletzt ausgefallen waren.
In der europäischen Sommer-Transferperiode 2022 verpflichtete Fenerbahçe unter einem neuen Cheftrainer weitere Abwehrspieler und weitere Abwehrspieler kehrten aus ihren Leihen zurück. Woraufhin Tisserand im August 2022 für einen Dreijahresvertrag zum saudi-arabischen Erstligisten al-Ettifaq wechselte.

### Nationalmannschaft
Nachdem sich Tisserand für das Heimatland seiner Mutter entschieden hatte, debütierte er am 30. Mai 2013 für die U20-Nationalmannschaft der Demokratischen Republik Kongo bei der 1:0-Niederlage gegen Frankreich im Rahmen des Tournoi Espoirs de Toulon. Tisserand bestritt alle vier Vorrundenspiele, konnte das Ausscheiden allerdings nicht verhindern.
Am 25. Mai 2016 lief Tisserand im Freundschaftsspiel gegen Rumänien zum ersten Mal für die A-Nationalmannschaft der Demokratischen Republik Kongo auf. Er stand in der Startelf von Trainer Florent Ibengé und spielte in der Innenverteidigung 90 Minuten durch. Mit der D.R. Kongo nahm er im Januar 2017 und im nordafrikanischen Sommer 2019 an den Afrikanischen Nationen-Pokalen teil und erreichten in den Turnieren das Viertel- bzw. Achtelfinale.

## Erfolge
- AS Monaco
  - Junioren
    - Coupe Gambardella: 2011[15]

  - Profimannschaft
    - Meister der Ligue 1: 2016/17 1

- RC Lens
  - Aufstieg in die Ligue 1 als Vizemeister der Ligue 2: 2013/14

- Fenerbahçe Istanbul
  - Vizemeister der Süper Lig: 2021/22[16]

## Privates
Tisserand ist der Sohn einer kongolesischen (Demokratische Republik Kongo) Mutter und eines französischen Vaters. Er hat drei Brüder und eine Schwester. Patrick, einer seiner Brüder, ist auch sein Berater.
Neben Französisch spricht er Lingála (die Muttersprache seiner Mutter) und versteht Kikongo, das er von seiner Großmutter gelernt hat.